# 14526 Ксенократ
14526 Ксенократ (14526 Xenocrates) — астероїд головного поясу, відкритий 6 травня 1997 року.
Тіссеранів параметр щодо Юпітера — 3,484.
Названо на честь Ксенократа грец. Ξενοκράτης) із Халкедона на Боспорі (396 до н. е. — 314 до н. е.) — давньогрецького філософа, учня Платона.